# Pääskysaari (ö i Norra Savolax, Varkaus)
Pääskysaari är en ö i Finland. Den ligger i sjön Kuikkojärvi och i kommunen Leppävirta i den ekonomiska regionen  Varkaus ekonomiska region  och landskapet Norra Savolax, i den sydöstra delen av landet, 300 km nordost om huvudstaden Helsingfors. Öns area är 0,4 hektar och dess största längd är 150 meter i öst-västlig riktning.